# Obihiro
Obihiro (japonsky 帯広市, Obihiro-ši) je japonské město na ostrově Hokkaidó v podprefektuře Tokači. V březnu 2009 zde žilo téměř 169 000 obyvatel. Území Obihira bylo osídleno v roce 1883, městem se stalo 1. dubna 1933. V roce 1957 byly k Obihiru připojeny sousední vesnice Taišó (大正村) a Kawaniši (川西村), čímž bylo území města zvětšeno na současnou velikost.
Nachází se zde mimo jiné veterinární a agrikulturní univerzita, železniční stanice, letiště či kryté kluziště, na kterém se v roce 2010 uskutečnilo rychlobruslařské mistrovství světa ve sprintu.